# Encephalartos nubimontanus
Encephalartos nubimontanus es una especie de Cycadopsida del género Encephalartos, de la familia Zamiaceae, del orden Cycadales.

## Distribución
Encephalartos nubimontanus se distribuye por Sudáfrica (Limpopo).

## Taxonomía
Fue descrita científicamente por P.J.H.Hurter. Fue publicado por primera vez en P.J.H.Hurter. In: Phytologia 78(6): 409-410, fig. 1. (1995).